# Ewelina Gowin
Ewelina Anna Gowin – polska lekarka, profesor nauk medycznych i nauk o zdrowiu, pracownik naukowy Wyższej Szkoły Planowania Strategicznego w Dąbrowie Górniczej.

## Życiorys
W 2006 ukończyła studia lekarskie w Akademii Medycznej im. Karola Marcinkowskiego w Poznaniu, w 2010 obroniła pracę doktorską pt. Analiza wpływu wieloczynnikowej interwencji opartej na szkoleniach na świadczenie działań profilaktycznych w praktykach lekarzy rodzinnych, której promotorem była prof. Wanda Horst-Sikorska, w 2018 habilitowała się na podstawie pracy zatytułowanej Wpływ polimorfizmów jednonukleotydowych wybranych genów uczestniczących w odpowiedzi immunologicznej na wystąpienie, przebieg i powikłania bakteryjnych neuroinfekcji u dzieci. W 2024 uzyskała tytuł profesora nauk medycznych i nauk o zdrowiu.
Jest zatrudniona na Uniwersytecie Medycznym im. Karola Marcinkowskiego w Poznaniu i na Uniwersytecie Zielonogórskim. 